# Distrikt Sina
Der Distrikt Sina liegt in der Provinz San Antonio de Putina in der Region Puno in Süd-Peru. Der Distrikt wurde am 2. Mai 1854 gegründet. Er hat eine Fläche von 467 km². Beim Zensus 2017 wurden 1649 Einwohner gezählt. Im Jahr 1993 lag die Einwohnerzahl bei 1161, im Jahr 2007 bei 1472. Verwaltungssitz des Distriktes ist die 3229 m hoch gelegene Ortschaft Sina mit 527 Einwohnern (Stand 2017). Sina liegt 80 km nordöstlich der Provinzhauptstadt Putina. 

## Geographische Lage
Der Distrikt Sina liegt im Nordosten der Provinz San Antonio de Putina in der Cordillera Apolobamba. Das Gebirge erreicht an der bolivianischen Grenze im Osten des Distrikts im Chaupi Orco eine Höhe von 6044 m. Der Distrikt erstreckt sich über zwei Täler nördlich vom Hauptkamm der Cordillera Apolobamba. Das westliche Tal wird vom Río Sina, einem Quellfluss des Río Inambari, in nördlicher Richtung durchflossen. In diesem Tal befindet sich der Hauptort Sina. Eine 4700 m hohe Passstraße verbindet das Hochtal mit der Südseite des Gebirges. Nach Norden führt die Straße weiter nach Yanahuaya. Eine Stichstraße führt von Sina nach Osten zu den Ortschaften Girigachi und Saqui. Der östliche Teil des Distrikts bildet das Quellgebiet des Río Tambopata, der nach Norden fließt.
Der Distrikt Sina grenzt im Süden an den Distrikt Ananea, im Westen an den Distrikt Quiaca (Provinz Sandia), im Norden an den Distrikt Yanahuaya (ebenfalls in der Provinz Sandia) sowie im Osten an die bolivianische Provinz Franz Tamayo.

## Ortschaften
Neben dem Hauptort Sina gibt es folgende größere Ortschaften und Siedlungen im Distrikt:
- Girigachi
- Koriwara
- Potoni (302 Einwohner)
- Saqui
- Totora